# L.A. Law – Staranwälte, Tricks, Prozesse
L.A. Law – Staranwälte, Tricks, Prozesse ist eine US-amerikanische Fernsehserie. Die Serie spiegelte ausgewählte Teilaspekte der sozialen und kulturellen Verhältnisse der Vereinigten Staaten in den 1980er und 1990er Jahren wider.
Hauptspielplatz der Handlungen ist die Anwaltskanzlei McKenzie, Brackman, Chaney und Kuzak in Los Angeles, die in späteren Folgen als McKenzie, Brackman, Chaney, Kuzak und Becker firmiert.
Die Serie wurde von Steven Bochco geschaffen, der später für den Sender ABC die Serie NYPD Blue kreierte. Ein Revival erlebte die Serie für den Fernsehfilm L.A. Law – Der Film im Jahr 2002.

## Auszeichnungen
Die Serie gewann zahlreiche Auszeichnungen, darunter auch den Emmy für die herausragende Fernsehserie in den Jahren 1989, 1990 und 1991. Einige der Schauspieler wie Larry Drake wurden für ihre Leistungen ebenfalls mit dem Emmy ausgezeichnet.

## Trivia
- Die Erkennungsmelodie enthält ein Saxophonsolo, gespielt von David Sanborn.